# Bogor (stadsgemeente)

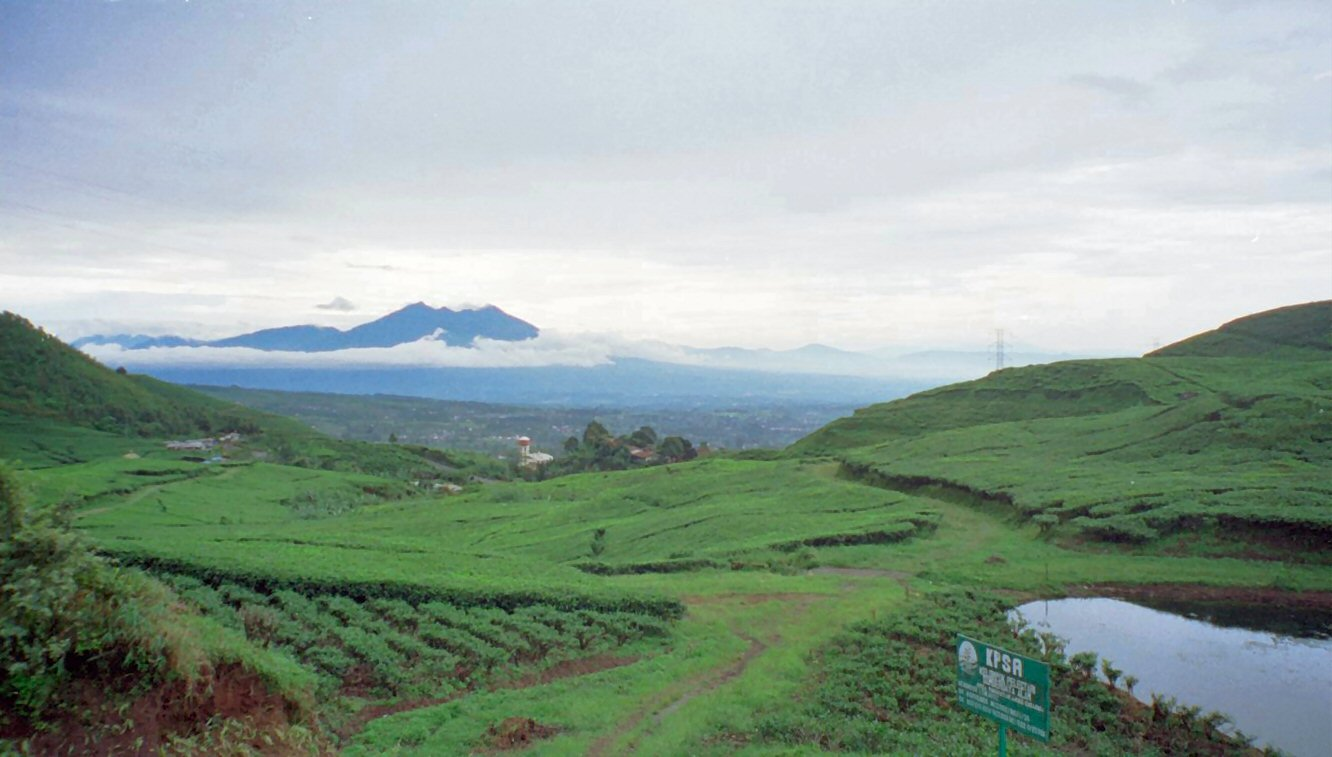
Uitkijkende over de Puncak-pas naar het noorden richting Bogor over de theeplantages

Bogor, tot 17 augustus 1945 Buitenzorg, is een stad in de de provincie West-Java op het eiland Java in Indonesië. De stad wordt omringd door het regentschap Bogor. De stad en het regentschap zijn afzonderlijke, bestuurlijke districten.
Bij de volkstelling van 2020 telde de stad Bogor 1.043.070 inwoners. De stad is onderdeel van Jabodetabek, het grootstedelijke gebied van Jakarta, met 29,5 miljoen inwoners de 5e agglomeratie van de wereld.
Het was de hoofdstad van Nederlands-Indië tijdens de Engelse koloniale periode onder bestuur van Thomas Stamford Raffles (1811-1815) en werd door de Nederlanders gebruikt als hoofdstad van Nederlands-Indië tijdens het droge seizoen.
Bogor ligt op 54 kilometer ten zuiden van het centrum van Jakarta, op een hoogte van ongeveer 300 meter boven de zeespiegel en wordt omgeven door dode vulkanen zoals de Gunung Gede Pangrango en Gunung Salak. Bogor heeft meer onweersbuien dan elke andere plaats op aarde; de stad is in Indonesië dan ook bekend als Kota Hujan, de Regenstad.
Bogor is gelegen aan de doorgaande autoroute van Jakarta naar Bandung, die leidt over de Puncak-pas. Daarnaast ligt het aan de spoorlijn van Jakarta-Bandoeng, waarbij het nog het originele station uit 1881 heeft. Ten zuiden van de stad zijn grote (van oorsprong door Nederlanders opgezette) koffie- en theeplantages.

## Geschiedenis
Buitenzorg werd gesticht in 1745 door gouverneur-generaal Gustaaf Willem van Imhoff sr. Hij liet er het Paleis van Buitenzorg aanleggen dat in 1834 door een aardbeving verwoest werd. In 1856 kwam het herbouwde gereed dat in de koloniale tijd diende als ambtswoning voor de gouverneur-generaal en na de Indonesische onafhankelijkheid als presidentieel paleis. 
Tevens huisvest de stad sinds 1903 een landbouwuniversiteit; in de Nederlandse tijd Middelbare Landbouwschool geheten en tegenwoordig Institut Pertanian Bogor genoemd, met een uitgestrekte campus op verschillende plaatsen in en om de stad. Daarnaast staan er enkele (katholieke) kostscholen in neogotische stijl.

## Bezienswaardigheden
- Paleis
- Kebun Raya Bogor, de botanische tuin, in 1817 aangelegd als 's Lands Plantentuin te Buitenzorg

## Burgemeesters/Walikota van Buitenzorg/Bogor
Bogor kreeg in 1905 een gemeenteraad en werd in 1921 een stadsgemeente met een burgemeester.
Nederlands-Indische tijd
- A. Bagchus (1921-1927)
- Mr. J.M. Wesselink (1928-1931)
- F.A.J. van Middelkoop (1931-1933)
- Mr. G.F. Rambonnet (1934-1935)
- N. Beets (1935-1936)
- Mr. P.H.M. Hildebrand (1937-1941)
- Mas Wisaksono Wirdjodihardjo (1941- ?)
- Raden Djoekardi

## Partnersteden
- Saint-Louis, Verenigde Staten, sinds 2005
- Shenzhen, China, sinds 2007

## Bekende personen uit Bogor / Buitenzorg

### Geboren
- Johan Cornelis van der Wijck (1848-1919), Nederlands luitenant-generaal, commandant van het Nederlands-Indisch leger, gouverneur van Atjeh en Onderhorigheden
- Walter Robert de Greve (1864-1924), Nederlands luitenant-generaal en commandant van het KNIL
- Jan Louis Doerrleben (1871-1947), Nederlands majoor der infanterie van het Nederlands-Indische leger
- G.H. 's-Gravesande (1882-1965), Nederlands journalist, schrijver en literair criticus
- Max Henny (1885-1968), Nederlands voetballer
- Reinier van Genderen Stort (1886-1942), Nederlands schrijver en dichter
- Adriaan Fokker (1887-1972), Nederlands natuurkundige en musicus
- Hein ter Poorten (1887-1968), Nederlands opperbevelhebber KNIL bij aanvang Tweede Wereldoorlog
- Etie van Rees (1890-1973), Nederlands keramiste
- Stephan Lucien Joseph van Waardenburg (1900-1975), gouverneur van Nederlands Nieuw-Guinea (1949-1953)
- Archibald Theodoor Bogaardt (1908-1983), Nederlands bestuursambtenaar, burgemeester van Batavia en Rijswijk (Zuid-Holland)
- Rudolf Ernst Penning (1910-1972), Nederlands kunstschilder
- Gerard van der Meer Mohr (1918-2007), Nederlands militair en overlevende van de atoombom op Nagasaki
- Jacob Luitjens (1919-2022), Nederlands collaborateur
- Daniël de Moulin (1919-2002), Nederlands chirurg, hoogleraar en verzetsstrijder
- Theodoor de Meester (1926-2019), Nederlands burgemeester
- Marianne Hilarides (1933-2015), Nederlands balletdanseres
- Lex Schoorel (1938), Nederlands acteur en componist
- Suzzanna (1942-2008), Indonesisch actrice
- Ronald Beer (1946) Nederlands filmregisseur en acteur
- Jimi Bellmartin (1949-2021), Nederlands zanger
- Ayu Utami (1968), Indonesisch journalist, radiomaker en schrijfster

### Nederlands bisschop van Bogor
- Paternus Geise (1961-1975)